# 電脳都市OEDO808
『電脳都市OEDO808』（サイバーシティ オーエド ハチマルハチ）は、1990年から1991年にかけて小説、OVA、コンピュータゲームなどに展開されたメディアミックス作品。
近未来のサイバーパンクな雰囲気の世界で、ハードボイルドな主人公たちの活躍を描く作品である。海外ではサイバーパンクアニメの代表的な作品の一つとして知られており、2010年にはイングランドのエレクトロ・ダブステップ・デュオNeroがシングル「Innocence」のミュージック・ビデオで映像を使用し話題を集めた。

## 概要
西暦2808年、世界のトップとなった日本の中心地「OEDO」は、同時に犯罪の中心都市ともなった。凶悪犯罪に対抗するために選ばれたのが、無期懲役を執行猶予されている犯罪者たちである。選ばれたものは機動刑事となり、その実績に応じて刑期が短縮される。機動刑事になった者は首に「首輪」と呼ばれる超小型の爆薬が入ったリングがはめられ、脱走・反逆等の行為があったときは遠隔操作によりリングが爆発し首から上が消し飛ぶこととなる。
物語は、機動刑事として選ばれたセンゴク、ベンテン、ゴーグルの3人を中心に、未来都市における電脳犯罪との戦いが描かれる。

## 舞台
OEDOとは、Oriental Electric Darwinism Oasisの頭文字であり、「東洋における企業形態を中心とし、電子的な進化を遂げた地域」という意味で、808は行政ブロックの数であり、東京上空に建設されたいくつもの高層ビルからなる8階層（と地下の旧市街）の街をさす。階層が高くなるほどそこに住む住民の社会的、経済的な立場が高くなるとされ、地下の旧市街は犯罪者の巣窟となり治安が悪化している。

## 登場人物

### 主要人物
センゴク
声 - 石丸博也
本名は「千石旬介」。25歳。身長183cm。電脳犯罪者の賞金首をねらう賞金稼ぎで世界中を回っていた。ベンテン、ゴーグルを追いかけ7年ぶりにOEDOに戻ってきたが、電脳警察保安隊をめぐる事件に巻き込まれる。保安隊を壊滅させ無期懲役・高軌道刑務所行きの罪を負うが、機動刑事となることで執行猶予処分となる。
父親は長谷川と同僚で電脳警察治安局保安隊の創始者だが、保安隊隊長の立場を狙うマクゼに夫婦共に殺害された。
OVA版ではすでにセンゴク、ベンテン、ゴーグルが刑務所で服役している場面から物語が始まるため、センゴクが元賞金稼ぎかどうかや逮捕される経緯については不明となっている。銃はナンブ・ルガーを愛用。
ゲーム版では保安隊本部に乗り込んだときに受けた銃撃で、右腕が義手になったことが語られている。
ゴーグル
声 - 玄田哲章
本名は「蛾眉丸力也」。28歳。身長202cm。かつてはボクサーでリングネームはモスゴング。スーパーヘビー級世界チャンピオンだったが、対戦相手を殺してしまい引退、以後電脳犯罪者となる。その試合で目を負傷しゴーグルを着用するようになったためゴーグルと呼ばれるようになった。ベンテンと同じく千石に狙われていたが、長谷川の下で機動刑事となっていた。ごつい体格に似合わずコンピューターのウィルスプログラムやハッキングを得意とするインテリで、機械工学の博士号を持つ。
ベンテン
声 - 塩沢兼人
本名は「メリル・柳川」。23歳。身長178cm。女性のような外見だが男性である。電脳犯罪者のAランク賞金首で千石に狙われていたが、長谷川の手により逮捕され電脳警察の機動刑事となっていた。変装が得意。機動刑事の主装備である電子警棒にワイヤーを仕込んでいて、警棒を投げたりワイヤーで切り裂く攻撃をする。
デカチョウ
声 - 若本規夫
本名は「長谷川十蔵」。電脳警察電脳犯罪捜査局局長。42歳。身長175cm。センゴクとは昔からの知り合いである。捜査官時代に犯罪組織によって妻と子供を殺されている。
悪化するOEDOの治安対策として、服役中の電脳犯罪者を機動刑事として従事させ、事件解決の報酬として刑期短縮を与えるシステムを作り上げる。
治安局局長マクゼとは対立している。
オキョウ
声 - 堀江美都子
本名は「城之内京子」。21歳。身長165cm。警察学校を卒業して交通課に配属希望を出していたが機動刑事部の秘書課に配属となり、センゴク達のバックアップを担当する。ゴーグル曰く「肝心なところで間が抜けているのがこの娘の特徴」。よく事件や事故に巻き込まれる。
ヴァーサス
声 - 津久井教生
通称は「ブリキ野郎」。正式名称は「サイバロイド・VS-9800」。機動刑事を補佐する武装サイバロイド。主にセンゴクとコンビを組んで行動する。体内に機動刑事用の装備（銃や手錠など）を収納しているが、滅多に機動刑事に使用させることは無い。例えば機動刑事に銃を使用させる条件は、相手が戦車並の戦力を保有している場合に限るなど、機動刑事の武装に関しては厳しいものになっているが、ベンテンの切り裂きワイヤーに関しては放置されている。

### その他の人物

#### OVA
デイブ・クロカワ
声 - 青野武
OVA第一巻で登場。電脳摩天楼のメインコンピューター室長でOEDOの最重要人物の一人。ライバル「Y.AMACHI」を抹殺してその地位に着くが、そのことが原因でハックを受け、命を狙われる。結果的に死亡し、15年前に死亡したにもかかわらず怨念だけがコンピュータと結びついた「AMACHI」の復讐は完遂された。
サラ
声 - 榊原良子
OVA第二巻で登場。ゴーグルの元電脳犯罪パートナー。軍の戦術コンピューターをハッキングした事で追われる身となる。その後、軍に捕まり、罪を帳消しにする事を条件にゴーグルと再会することになった。最後に罪滅ぼしのため、ゴーグルを庇って「MOLCOS」に挑んで絶命した。
城山和夫
声 - 銀河万丈
OVA第二巻で登場。日本軍特殊部隊兵器開発部所属。治安維持用サイボーグスーツ「MOLCOS」の開発を担当、その実戦テストの相手としてゴーグルに目をつける。最後は「MOLCOS」を倒したゴーグルの前に現れ、ゴーグルを撃ち殺そうとするが返り討ちに遭い死亡した。
マシバ幕僚長
声 - 阪脩
OVA第二巻で登場。OEDOの治安を軍が担当することを目論み、城山に「MOLCOS」の開発を命ずる。最後は兵器を用いた無差別殺人及び実験用の人体の入手を罪状として逮捕されることとなった。
矢間花卓
声 - 曽我部和恭
OVA第二巻で登場。電脳警察の機密データを軍に横流ししていた。ゴーグルの目の前で首輪の解除に失敗し死亡。
ジェームス高木
声 - 岡和男
OVA第二巻で登場。前科6犯の指名手配犯。「MOLCOS」によって惨殺され、事件担当のセンゴクが軍に潜入するきっかけを作った。
王
声 - 石塚運昇
OVA第二巻で登場。中華街で人体売買行為を行っていた所、ベンテンによって逮捕された。城山と取引を行っており、ベンテンが軍に潜入するきっかけを作った。
マスダ=レミ
声 - 篠原恵美
OVA第三巻で登場。2483年生まれの日本女性。人工子宮の欠陥が原因で「先天性細胞疲弊症」を患い、治療法が見つかるまでと2504年西園寺医療機関の「凍眠施設」に入室した。病院の公開データでは2808年6月10日に死亡確定だが、凍眠中にウイルス実験を受けたせいで不老不死になってしまった。
西園寺やバイテク犯罪者達に復讐を行っていたが、最後は西園寺に勝利したベンテンに自身の命を絶つことを懇願。彼の協力を得て、コールドスリープ用のカプセルに入る。その後、カプセルは宇宙に放出され、誰にも邪魔されることのない永遠の眠りにつくこととなった。
西園寺修造
声 - 石塚運昇
OVA第三巻で登場。西園寺医療機関名誉会長。車椅子を必要とする高齢者だが、不老不死を求め、裏でバイテク犯罪者達を動員して、違法生体実験を行い続けた。最終的に不老不死となり、ベンテンとレミに襲い掛かる。ベンテンを追い込むが、ワクチンの付着した十手を刺され急速に体が老化し死亡した。
ケリー高倉
声 - 水原リン
OVA第三巻で登場。ベンテンの顔見知り。西園寺の依頼でベンテンを狙うも借りがあるため、正々堂々たる勝負を挑んで敗れて死んだ。
江田島一郎
声 - 梅津秀行
OVA第三巻で登場。バイテク犯罪者のブラックリスト載っている闇学者。ウイルスを破壊するワクチンを作っていた際にレミに襲われ、首筋動脈からの大量出血で死亡する。

#### ゲーム・小説
マクゼ
声 - 笹岡繁蔵
ゲーム版及び小説に登場。本名「マクゼ・マラン」。電脳警察治安局局長兼、保安隊隊長。保安隊を私物化し、OEDOの裏社会を牛耳っていた。来栖魔矢とセンゴクを罠にはめOEDOに殺人ウィルスを撒こうとするが、長谷川の指示で動いていたベンテン、ゴーグルの妨害によって失敗、自身もセンゴクに撃たれて死んだ。
来栖魔矢
声 - 横尾まり
ゲーム版及び小説に登場。電脳警察の機動刑事で長谷川の部下。センゴクを機動刑事にスカウトするが拒否される。マクゼの陰謀を知るが、実はマクゼが意図的に情報を流した罠だった。単身保安隊本部に潜入するが捕獲され、逆にセンゴクを保安隊におびき寄せる餌とされる。センゴクが救助に来た時には暴行を受け瀕死の状態であり、死ぬ間際にセンゴクに機動刑事になるように言い残して死んだ。センゴクは長谷川に対して、魔矢の一連の行為は自分を機動刑事にするために長谷川が仕組んだことで魔矢を「噛ませ犬」にしたと責めるが、長谷川は否定しなかった。
両親は太陽系外殖民計画の第三次計画に参加していて地球にはいない。当時幼かった魔矢は地球に残された。

## OVA

### タイトル
- 電脳都市OEDO808 Vol.1 古の記憶（いにしえのメモリー）（1990年6月21日発売）
- 電脳都市OEDO808 Vol.2 囮の機構（おとりのプログラム）（1990年12月28日発売）
- 電脳都市OEDO808 Vol.3 紅の媒体（くれないのメディア）（1991年10月4日発売）

発売当時、VHS・ベータマックスビデオソフト、レーザーディスクは、もちろんの事、ビデオCDでも発売された。DVDビデオは、2005年9月に三話を一緒にしたコンプリートコレクションとして発売された。
2021年1月にはイギリス版、3月には北米版ブルーレイも発売された。日本版ブルーレイは2025年1月にKINEMATICS（EXNOA）よりBlu-ray Archive SETとして発売予定。

### スタッフ
- 原案 - 六月十三
- 監督 - 川尻善昭
- 脚本 - 遠藤明範
- キャラクターデザイン - 川尻善昭、浜崎博嗣、三原三千雄、小曽根正美
- 作画監督 - 浜崎博嗣（Vol.1）、三原三千雄（Vol.2）、小曽根正美（Vol.3）
- メカ作画監督 - 小池健
- 設定デザイン - 渡部隆
- 美術監督 - 青木勝志
- 撮影監督 - 石川欣一
- 音響監督 - 本田保則
- 音楽 - KAZZ TOYAMA
- 制作 - マッドハウス
- 製作 - ジャパンホームビデオ
- 主題歌
  - オープニング「Burning World 〜追憶のコマンド〜」
  - エンディング「愛しているかもしれない」
    - 作詞：安藤芳彦
    - 作曲：羽場仁志
    - 編曲：山元健司
    - 歌：三浦秀美

### サウンドトラック
電脳都市OEDO 808 〜追憶のコマンド〜（1990年6月21日発売、型番KICA-17）

## 小説
- 電脳都市OEDO808 Vol.1 反逆の孤狼（はんぎゃくのベオウルフ）（1990年12月初版）
- 電脳都市OEDO808 Vol.2 華麗なる堕天使（かれいなるルシファー）（1991年3月初版）
- 電脳都市OEDO808 Vol.3 魔眼の闘士（まがんのヘラクレス）（1991年7月初版）
  - 著者：遠藤明範
  - 挿絵：川尻善昭（全巻）、浜崎博嗣（Vol.1のみ）

センゴク、ゴーグル、ベンテンの3人が機動刑事になるエピソードが描かれている。1巻はセンゴクが主人公でゲームの序盤を小説化したものだが、2・3巻はゴーグル、ベンテンが1巻の舞台裏で活躍する話である。

## ゲーム
『CYBER CITY OEDO 808 獣の属性』（サイバー・シティー・オエド・ハチマルハチ けもののアラインメント）は、1991年3月15日に発売された、PCエンジンCD-ROM2用ゲームソフト。
コマンド型アドベンチャーゲーム。シナリオと演出は秀逸だが、CD-ROM黎明期の作品のためデータ読み込みが頻繁に発生する。

### 登場人物
千石旬介（センゴク）
- 声 - 石丸博也

メリル柳川（ベンテン）
- 声 - 塩沢兼人

蛾眉丸力也（ゴーグル）
- 声 - 玄田哲章

長谷川十蔵（デカチョウ）
- 声 - 若本規夫

城之内京子（オキョウ）
- 声 - 堀江美都子

ヴァーサス（ブリキ野郎）
- 声 - 津久井教生

栗栖魔矢
酒場のママ
酒場の女
- 声 - 横尾まり

マクゼ・マラン(保安隊隊長）
レナード・ニムル（イステリアのボス）
井坂恭一（張博士の助手）
アリスター・デラム（ウェスタニカ大使）
- 声 - 笹岡繁蔵

ルドルフ・アイヒマン（ウェスタニカ諜報部員）
滝口邦彦（不破博士の助手）
酒場のバーテン
- 声 - 山口健

リサ
不破沙織（不破博士の次女）
- 声 - 柴田由美子

張林山（張博士）
- 声 - 肝付兼太

情報屋のじいさん
イステリアのスパイ（黒服）
- 声 - 緒方賢一

不破友美（不破博士の長女）
- 声 - 榊原良子

不破雷造（不破博士）
- 声 - 永井一郎

### 音楽
オリジナルサウンドトラック
- 『Criminal's Night music from CYBER CITY OEDO 808』（1990年10月21日発売、KICA-1009）

### スタッフ
- プロデューサー：伊藤伸一 (NCS)、中村宏 (KLON)
- 企画：丸山正雄（マッドハウス）
- キャラクターデザイン・監修：川尻善昭（マッドハウス）
- 原案：六月十三
- 音響監督・演出：本田保則（アーツプロ）
- ストーリープロット：浦畑達彦、六月十三
- シナリオ：斉藤満 (KLON)
- 美術監督：青木勝志
- メカニックデザイン：渡部隆
- 原画・レイアウト・コンテ：岡村豊
- 原画チェック：浜崎博嗣
- 原画：高橋国男、羽山賢二、都築茂、春日井浩之
- ディレクター：山本哲也
- プログラマー：斉藤満 (KLON)、高橋呉明 (KLON)、小林一美 (KLON)、柳謙一 (KLON)
- グラフィック：永田薫 (KLON)、谷迫優子 (KLON)、菅原真由美 (KLON)、土屋梢 (KLON)、牧野紀夫 (KLON)、原田弘 (KLON)、川上直哉 (NCS)、斉藤隆秀 (NCS)、滝沢久己 (NCS)、カイロウ (NCS)
- 音響制作：都丸泰裕（アーツプロ）、本山淳弘 (KLON)
- 参考文献：小説『反逆の孤狼』遠藤明範
- 作曲：山本敬一（ヘッドルーム）、本山淳弘 (KLON)、高木みゆき (KLON)、山路敦司 (KLON)
- 編曲：六月十三
- サウンド アシスタント：安田仁、池田賢司、村田琢 (KLON)
- 効果：今野康之（スワラプロ）、佐々木純一（アニメサウンド）
- 調整：阿部幸男、安藤徳哉
- 協力：キングレコード株式会社、ジャパンホームビデオ株式会社、株式会社富士見書房、マッドハウス
- エグゼクティブディレクター：白倉安昌
- 制作：日本コンピュータシステム株式会社

### 評価
ゲーム誌『ファミコン通信』の「クロスレビュー」では合計21点（満40点）、『月刊PCエンジン』では70・90・75・60・80の平均75点（満100点）、『PC Engine FAN』の読者投票による「ゲーム通信簿」での評価は以下の通りとなっており、21.20点（満30点）となっている。また、この得点はPCエンジン全ソフトの中で231位（485本中、1993年時点）となっている。同雑誌1993年10月号特別付録の「PCエンジンオールカタログ'93」では、「個性あふれる登場人物や美しいグラフィックが魅力」と紹介されている。
| 項目 | キャラクタ | 音楽 | 操作性 | 熱中度 | お買得度 | オリジナリティ | 総合  |
| 得点 | 3.79       | 3.69 | 3.10   | 3.54   | 3.18     | 3.90           | 21.20 |